# Mainstream (曲)
「Mainstream」（メインストリーム）は BE:FIRSTの楽曲。4作目のCDシングルとして、2023年9月13日にB-MEから発売された。

## 概要
4枚目シングル「Mainstream」の表題曲。『Ciclope Festival』で金賞を受賞するなど、様々な映像祭で受賞歴を持つ安田大地が監督したミュージック・ビデオでは、地底から始まり高層ビルの屋上へと舞台が変わり続けながらパフォーマンスする圧巻の映像が展開されている。
地下50mの治水施設、地下鉄、高架下、建設中の高速道路、立体駐車場、エレベーター、高さ123mの高層ビル屋上など、通常では撮影できない場所を特別な許可を得てロケを敢行。154人のエクストラダンサーも参加し、ドローン・ヘリコプター撮影も実施された。建設中の高速道路をVFXによって近未来的な『TOKYO』として再現するなど、複数チームで総編集時間720時間以上をかけて綿密に編集。様々な要素が盛り込まれた、BE:FIRST史上最大規模の大作MVとなっている。

## CD収録曲
1. Mainstream
作詞：SKY-HI
作曲：Ryosuke "Dr.R" Sakai・Daisuke Nakamura・SKY-HI
2. SOS
作詞：SKY-HI・LOAR
作曲：Sunny Boy・LOAR・MONJOE・SKY-HI
3. Grow Up
作詞：SKY-HI・LOAR・Sunny Boy
作曲：MONJOE・LOAR・Sunny Boy・SKY-HI